# Fatxullo Fatxulloev
Fatxullo Fatxulloev (in tagico Фатҳулло Фатҳуллоев?; 24 marzo 1990) è un calciatore tagiko, centrocampista dell'Ėskhata Khujand.

## Carriera

### Club
Ha giocato nella massima serie tagika, in quella uzbeka, in quella indiana ed in quella bengalese.

### Nazionale
Nel 2007 ha esordito in nazionale.

## Statistiche

### Presenze e reti nei club
| Stagione        | Squadra         | Campionato      | Campionato | Campionato | Coppe nazionali | Coppe nazionali | Coppe nazionali | Coppe continentali | Coppe continentali | Coppe continentali | Altre coppe | Altre coppe | Altre coppe | Totale | Totale |
| Stagione        | Squadra         | Comp            | Pres       | Reti       | Comp            | Pres            | Reti            | Comp               | Pres               | Reti               | Comp        | Pres        | Reti        | Pres   | Reti   |
| --------------- | --------------- | --------------- | ---------- | ---------- | --------------- | --------------- | --------------- | ------------------ | ------------------ | ------------------ | ----------- | ----------- | ----------- | ------ | ------ |
| 2020            | Khujand         | VL              | 16         | 4          | CT              | 0               | 0               | AFC Cup            | 2+1                | 0                  | TSC         | 1           | 0           | 20     | 4      |
| 2020-2021       | Chennaiyin      | ISL             | 15         | 1          | -               | -               | -               | -                  | -                  | -                  | -           | -           | -           | 15     | 1      |
| Totale carriera | Totale carriera | Totale carriera | 31         | 5          |                 | 0               | 0               |                    | 3                  | 0                  |             | 1           | 0           | 35     | 5      |

### Cronologia presenze e reti in nazionale
| Cronologia completa delle presenze e delle reti in nazionale ― Tagikistan | Cronologia completa delle presenze e delle reti in nazionale ― Tagikistan | Cronologia completa delle presenze e delle reti in nazionale ― Tagikistan | Cronologia completa delle presenze e delle reti in nazionale ― Tagikistan | Cronologia completa delle presenze e delle reti in nazionale ― Tagikistan | Cronologia completa delle presenze e delle reti in nazionale ― Tagikistan | Cronologia completa delle presenze e delle reti in nazionale ― Tagikistan | Cronologia completa delle presenze e delle reti in nazionale ― Tagikistan |
| Data                                                                      | Città                                                                     | In casa                                                                   | Risultato                                                                 | Ospiti                                                                    | Competizione                                                              | Reti                                                                      | Note                                                                      |
| ------------------------------------------------------------------------- | ------------------------------------------------------------------------- | ------------------------------------------------------------------------- | ------------------------------------------------------------------------- | ------------------------------------------------------------------------- | ------------------------------------------------------------------------- | ------------------------------------------------------------------------- | ------------------------------------------------------------------------- |
| 02-06-2016                                                                | Dushanbe                                                                  | Tagikistan                                                                | 5 – 0                                                                     | Bangladesh                                                                | Qual. Coppa d'Asia 2019                                                   | -                                                                         | 69’                                                                       |
| 28-03-2017                                                                | Doha                                                                      | Yemen                                                                     | 2 – 1                                                                     | Tagikistan                                                                | Qual. Coppa d'Asia 2019                                                   | -                                                                         | 62’                                                                       |
| 13-06-2017                                                                | Dushanbe                                                                  | Tagikistan                                                                | 3 – 4                                                                     | Filippine                                                                 | Qual. Coppa d'Asia 2019                                                   | -                                                                         |                                                                           |
| 05-09-2017                                                                | Kathmandu                                                                 | Nepal                                                                     | 1 – 2                                                                     | Tagikistan                                                                | Qual. Coppa d'Asia 2019                                                   | -                                                                         | 73’                                                                       |
| 10-10-2017                                                                | Dushanbe                                                                  | Tagikistan                                                                | 3 – 0                                                                     | Nepal                                                                     | Qual. Coppa d'Asia 2019                                                   | -                                                                         |                                                                           |
| 14-11-2017                                                                | Dushanbe                                                                  | Tagikistan                                                                | 0 – 0                                                                     | Yemen                                                                     | Qual. Coppa d'Asia 2019                                                   | -                                                                         |                                                                           |
| 27-03-2018                                                                | Manila                                                                    | Filippine                                                                 | 2 – 1                                                                     | Tagikistan                                                                | Qual. Coppa d'Asia 2019                                                   | -                                                                         | 90’ 90+4’                                                                 |
| 14-11-2019                                                                | Mandalay                                                                  | Birmania                                                                  | 4 – 3                                                                     | Tagikistan                                                                | Qual. Mondiali 2022                                                       | -                                                                         | 38’                                                                       |
| Totale                                                                    |                                                                           | Presenze                                                                  | 8                                                                         |                                                                           | Reti                                                                      | 0                                                                         |                                                                           |